# Damian Byrtek
Damian Byrtek (ur. 7 marca 1991 w Bielsku-Białej) – polski piłkarz, występujący na pozycji obrońcy. 
Wychowanek Podbeskidzia Bielsko-Biała, w swojej karierze grał także w takich zespołach jak KSZO Ostrowiec Świętokrzyski, Okocimski KS Brzesko, Raków Częstochowa, Chrobry Głogów, Wisła Płock, Stomil Olsztyn, Chojniczanka Chojnice, Legia II Warszawa. 